# Daemonosaurus chauliodus
Daemonosaurus chauliodus var en köttätande dinosaurie i släktet Daemonosaurus som levde för 205 miljoner år sedan. Den upptäcktes år 2011 av forskare från Smithsonian Institution och beskrivs som den felande länken mellan theropoderna och äldre köttätande dinosaurier från Sydamerika.

## Utseende
Då de enda fossil av Daemonosaurus chauliodus som hittats är en skalle och nacke går det inte att säga säkert hur lång den var, men forskarna uppskattar att den hade storleken av en större hund. Skallen är smal, ungefär 14 centimeter lång och ögonhålorna är förhållandevis stora. De vinklade tänderna anses ovanliga och så även den korta nosen vilken annars fräst ses hos senare dinosauriearter.

## Liv
Daemonosaurus chauliodus levde i  205 miljoner år sedan, i slutet av triasperioden. Fossilet hittades i vad som idag är New Mexico.